# Qiyia jurassica
Espèce
Qiyia jurassica est une espèce fossile d'insectes diptères de la famille des Athericidae. 

## Présentation
On estime sa présence à plus de 165 millions d'années. Les seuls fossiles retrouvés de cette espèce sont ceux de larves (ce qui explique que les scientifiques n'aient pas plus d'information sur l'insecte adulte). Ces dernières mesuraient entre 20 et 25 mm et vivaient en eau douce où elles parasitaient des salamandres. Selon le professeur Jes Rust, les larves se sont mises à parasiter essentiellement les salamandres car il y avait une majorité de salamandres dans les eaux où les larves évoluaient. Selon le professeur Bo Wang, les larves ne sont pas la cause de la mort des salamandres.

## Étymologie
Le nom de cette espèce vient de qiyi qui signifie bizarre en chinois et de jurassica qui fait référence à la période durant laquelle cette espèce a vécu.

### Publication originale
- [2014] (en) Jun Chen, Bo Wang, Michael S Engel, Torsten Wappler, Edmund A Jarzembowski, Haichun Zhang, Xiaoli Wang, Xiaoting Zheng et Jes Rust, « Extreme adaptations for aquatic ectoparasitism in a Jurassic fly larva », ELife, ELife Sciences Publications Ltd (d), vol. 3,‎ 2014, e02844 (ISSN 2050-084X, OCLC 813236730, PMID 24963142, PMCID 4067894, DOI 10.7554/ELIFE.02844, lire en ligne). .